# Isopterygium propaguliferum
Isopterygium propaguliferum är en bladmossart som beskrevs av Toyama 1938. Isopterygium propaguliferum ingår i släktet Isopterygium och familjen Hypnaceae. Inga underarter finns listade i Catalogue of Life.